# 維脊冠網蝽
維脊冠網蝽（学名：Stephanitis exigua）为網蝽科冠網蝽屬下的一个种。